# ソンブルイユ侯爵
ソンブルイユ侯爵 (仏: Marquis de Sombreuil、1723年 - 1794年) は、フランス王国の侯爵。パリのオテル・デ・ザンヴァリッド (以下アンヴァリッド) 司令官兼院長。
ロクールの戦いで武功を上げ英雄と讃えられた。
1789年7月14日明朝，市民たちがアンヴァリッドに押し寄せ武器の引き渡しを要求，ソンブルイユは廃兵が市民を院内に手引していたのを知っていたので素直に武器を引き渡し事なきを得た。
そしてバスティーユが襲撃され革命が起きると王党派の人間としてフランス革命戦争では王党派の将軍として参加した。